# Nebulosa del Cangrejo del Sur
La Nebulosa del Cangrejo del Sur (o WRAY-16-47 o Hen 2-104 ) es una nebulosa en la constelación de Centauro. La nebulosa está a varios miles de años luz de la Tierra, y su estrella central es una variable Mira simbiótica: un par de enanas blancas. Se llama así por su parecido con la Nebulosa del Cangrejo, que se encuentra en el cielo del norte.
El cangrejo del sur se señaló en un catálogo de 1967, y también se observó utilizando un generador de imágenes CCD con el telescopio de 2,2 metros en el observatorio de La Sila en 1989. La observación de 1989 marcó una importante expansión del conocimiento sobre la nebulosa, y fue observado usando varios filtros.
La nebulosa ya había sido observada usando telescopios terrestres, pero las imágenes tomadas con el Telescopio Espacial Hubble en 1999 han proporcionado muchos más detalles, revelando que en el centro de la nebulosa hay un par de estrellas, una gigante roja y una enana blanca. Fue fotografiada nuevamente por HST en 2019 con un instrumento más nuevo.
En 1999 fue fotografiada por la Cámara Planetaria y de Campo Amplio 2 del Telescopio Espacial Hubble, conocida por su cosecha única de "escalones" y por astrofotos como los Pilares de la Creación.
Las imágenes de WFPC2 se tomaron a una longitud de onda de luz óptica de 658 nm.
La nebulosa fue fotografiada nuevamente por el Telescopio Espacial Hubble en 2019, y un conjunto de imágenes para celebrar el aniversario del lanzamiento del telescopio espacial en 1990 (29 años) por el Transbordador Espacial. Esta vez se utilizó una cámara más nueva, la WFC3, para obtener imágenes de la nebulosa, con filtros de longitud de onda de aproximadamente 502, 656, 658 y 673 nanómetros.
La designación He2-104 (o Hen 2-104) proviene del catálogo de Henize de 1967, Observaciones de nebulosas planetarias del sur. El catálogo incluye 459 elementos identificados como nebulosa planetaria (o probablemente como tal). (tenga en cuenta que en este sentido no implica exoplanetas)
Otra designación que se ha registrado para este objeto es WRAY-16-47.
En 2008, se publicó una investigación del Cangrejo del Sur con su estrella simbiótica (término astronómico). El estudio utilizó imágenes y datos espectroscópicos de telescopios espaciales y de la superficie terrestre, incluidos los observatorios Hubble y VLT. El ESO define un sistema estelar simbiótico como "binarios en los que una pequeña estrella caliente (enana blanca o estrella de secuencia principal) orbita alrededor de una estrella gigante roja. Estos sistemas a menudo están rodeados por una envoltura de gas o polvo; aquellos con gas se conocen como tipo S y aquellos con polvo como tipo D ".